# 新莊水道記碑
新莊水道記碑，位於新北市新莊區十八份坑段十八份坑，為1939年（日昭和14年）由黃淵源撰，鄭福仁所書之（新莊水道記）石碑。於2006年（民國74年）9月13日公告為國家三級古蹟，現為新北市市定古蹟。

## 碑文
夫水天地生成，為人生日長必需，而屬五飲之首。輓近民智日進，莫不知水質之良否，至關乎年壽之短長，是以人煙繁密之區，多設張水道用濟民生。然水之種類頗夥，以古所定水品，無慮三十多種，總其大較，遠從地脈來者為上，若復蒸溜取之則尤上；由附近河溪滲至者為次，由城市村落溝澮污水混入井者又其次；於外諸水或具有毒質僅可療疾而不適常用者，則毋庸言矣。
我新莊未有水道之先，在習見者視之，水莫不足，無如繞街圳渠，利用至雜，而井水又多含石灰參加里，不適飲用。街之財政故不甚裕，雖歷來官民於斯三致意，特託伊澤府技師精堪實測以設水道，請當局均不見許。迨阿久根氏主街政，乃仍前志不憚煩，疊向州府陳情補不逮，及昭和七年，始得準可，更荷敷設補助費各三分之一，而街民亦僅擔同數，以昭和八年一月四日首工，於同九年七月十八日告峻，共費敷設金拾五萬餘圓。於是開通給水，水由街轄柯厝坑泉脈會以河溪之流質稱良，而水源濾過池其地高五十米，故給水之壓力壯，街民便之。論者謂斯雖當道之加惠，是亦阿久根前街長之竭力為民請命，與伊澤府技師善為設計，故能終底於成也。今兩氏俱既挂冠爰以去，思附諸水道記云爾。
　　　　　　　　　　　　　　時昭和十四年　歲次己卯相月　吉旦 黃淵源撰　鄭福仕書

### 引用
1. ↑  . 文化資產局. （原始内容存档于2019-05-02）.